# Kotzen
Kotzen är en kommun och ort i Tyskland, belägen i Landkreis Havelland i förbundslandet Brandenburg, omkring 14 kilometer öster om Rathenow och 70 kilometer väster om Berlin.  Kommunen ingår som en del av kommunalförbundet Amt Nennhausen, vars gemensamma administrativa säte ligger i Nennhausen.  Kommunen har sina nuvarande gränser sedan 2003, då kommunerna Kotzen, Kriele och Landin slogs ihop till den nya kommunen Kotzen.

## Historia, tillkomst och etymologi

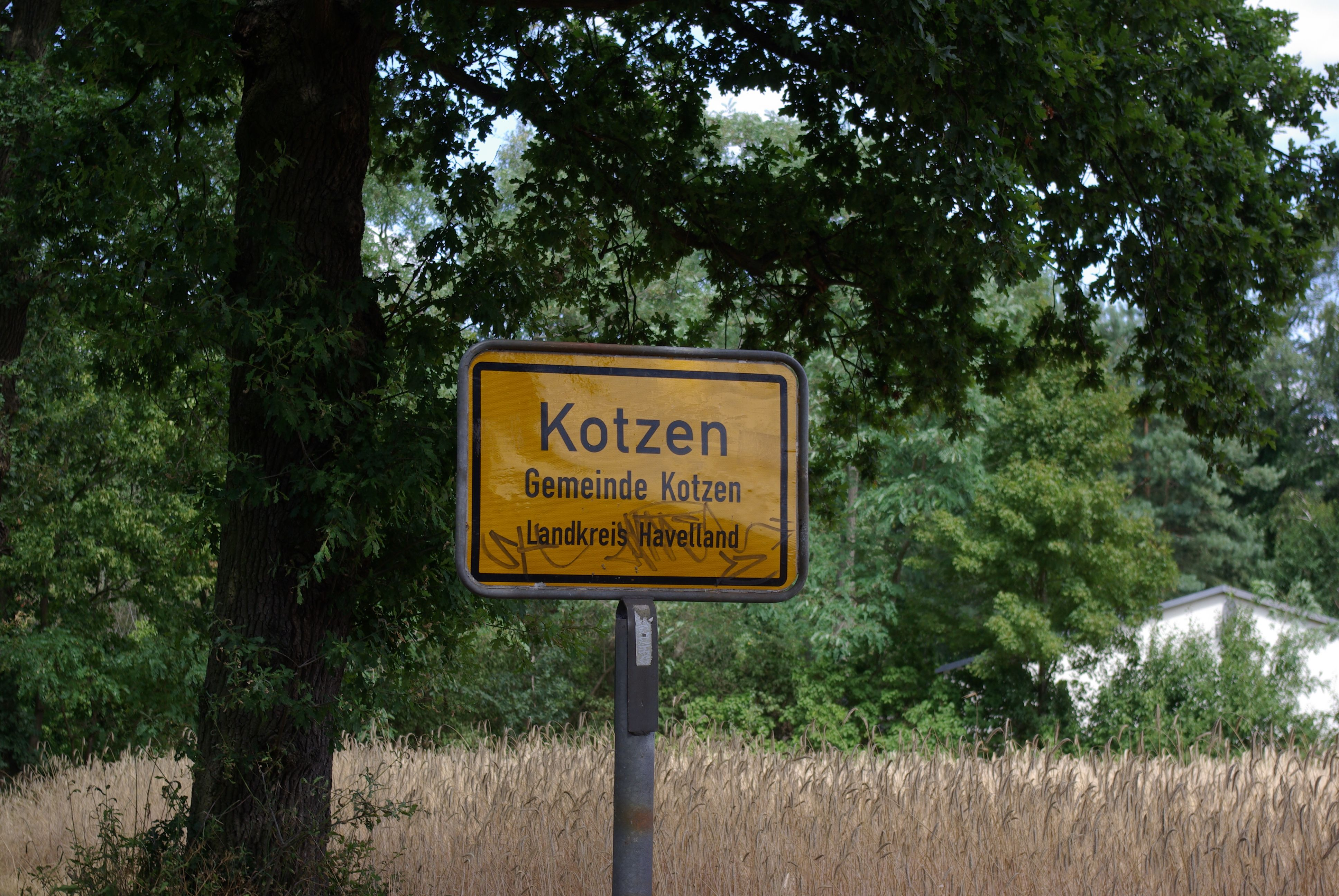
Infartsskylt

Orten omnämns första gången i skriftliga källor 1352, då som Cozym.  Kotzen förekommer ofta i humoristiska sammanhang som exempel på absurda ortnamn, då det tyska verbet kotzen i modern tid är ett, något vulgärt, uttryck för att kräkas.  Ortnamnet syftar ursprungligen på ett tyskt-slaviskt ord för marknadsplats som förekommer på flera platser i centraleuropa.